# محافظة باثوم ثاني
محافظة باثوم ثاني (بالتايلاندية:ปทุมธานี) و (بالإنكليزية:Pathum Thani) هيَ واحدة من محافظات تايلاند الخمس والسبعين ، تجاور محافظات أيوتثايا وسارابوري وناخون نايوك وشاشوينجسا وبانكوك ونونثابوري .

## الجغرافيا
تقع المحافظة في وسط تايلاند في منطقة منخفصة ويعبرها نهر تشاو فرايا الذي يغذي حقول الارز في باثوم ثاني .

## التاريخ والتسمية
يرجع تاريخ تأسيس المدينة الي 1650 عندما استوطنها اثنين من المهاجرين وفي عام 1815 زار المدينة الملك راما الثاني وقدم المواطنين زهور اللوتس وبعدها أطلق علي المدينة اسم باثوم ثاني وهو مايعني مدينة الزهور .

## التقسيمات الادارية
تنقسم باثوم ثاني الي 7 مقاطعات و 60 بلدية و 529 قرية
| 1. موانج باثوم ثاني 2. كولانج لوانج 3. ثانيابوري 4. سويا نونغ | 1. ليت لام كيو 2. لام ليك كا 3. سام كوك |